# Oelsig

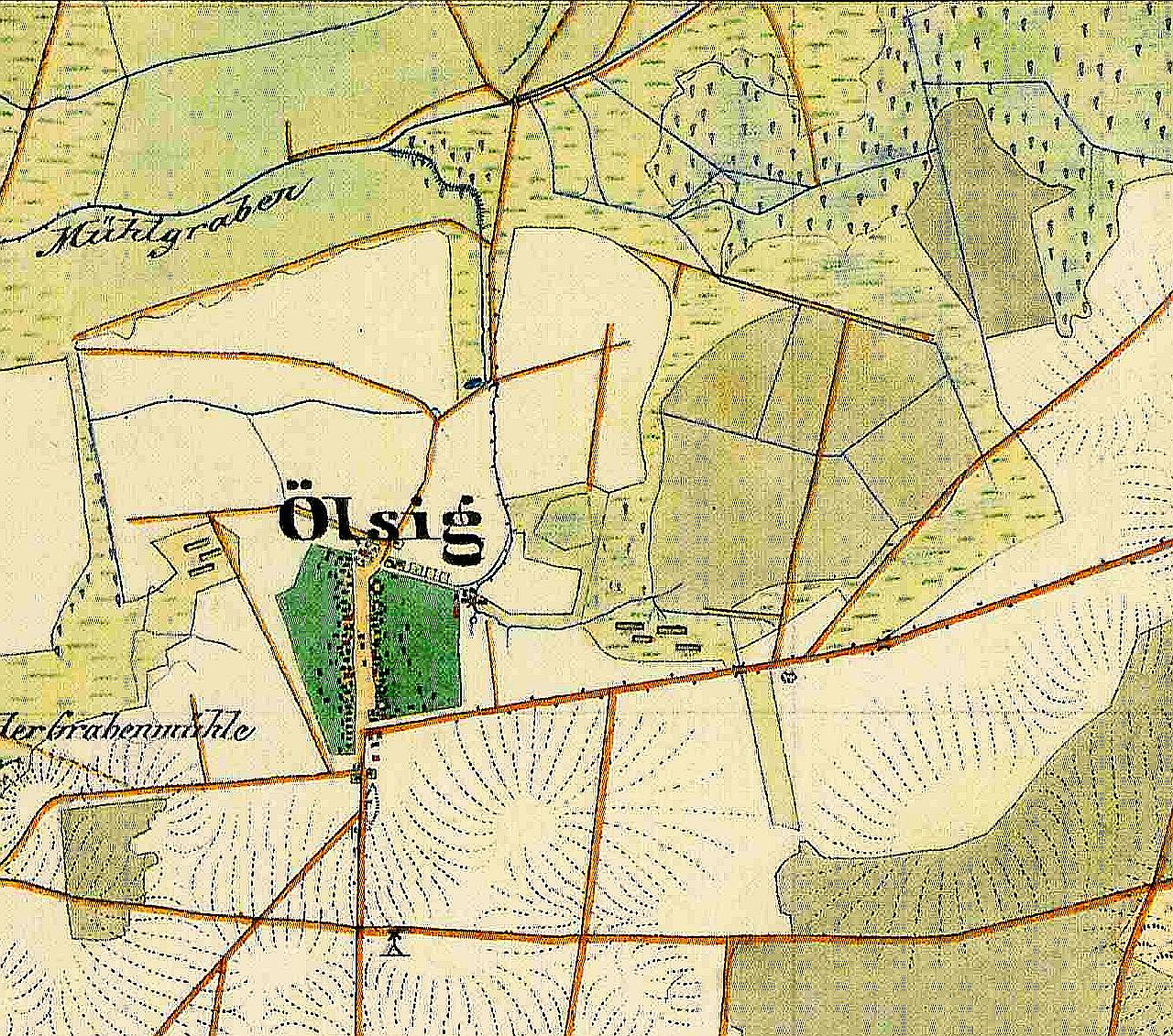
Oelsig auf einen Urmeßtischblatt (1847)

Oelsig ist ein Stadtteil der Stadt Schlieben in Brandenburg. Der Ort liegt mit einer Fläche von 1130 Hektar etwa fünf Kilometer südlich der Kernstadt an den Landesstraßen 69 und 68. Der Stadtteil hatte am 1. Januar 2000 246 Einwohner.

## Geschichte

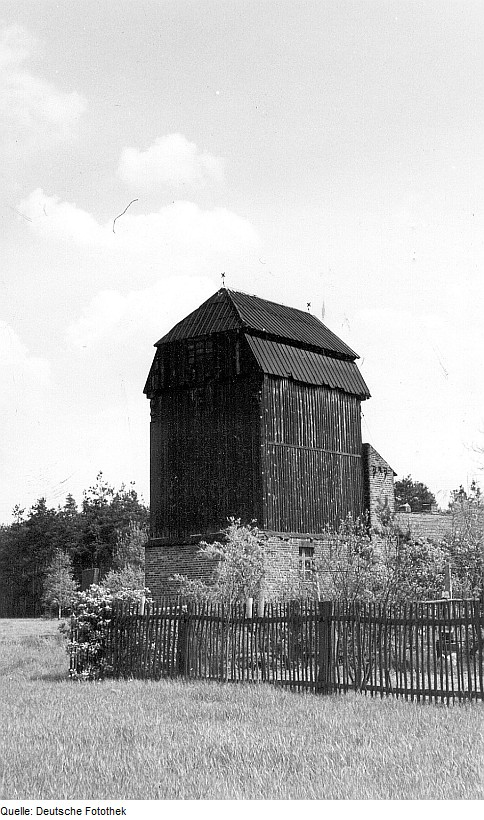
Der Zustand der Oelsiger Bockwindmühle im Jahre 1977.

### Ortsname und erste urkundliche Erwähnung
Erste Siedlungsspuren in Oelsig gab es bereits aus der mittleren Steinzeit. Erstmals urkundlich erwähnt wurde der Ort dann schließlich im Jahre 1380 als Olzik. Der Ortsname ist altsorbischen Ursprungs und wird als Siedlung am Erlengehölz gedeutet. Es handelt sich hier um ein sogenanntes Straßenangerdorf. Der ursprünglich zwanzig Hüfnerstellen besitzende Ort wurde im Verlauf des Dreißigjährigen Krieges schwer in Mitleidenschaft gezogen, sodass im Jahre 1645 achtzehn Höfe eingeäschert waren. Die Bewohner betrieben unter anderem Torfstich und Hopfenanbau.
Im Rahmen der nationalsozialistischen Germanisierung sorbischstämmiger Ortsnamen hatte der Landrat des Kreises Schweinitz 1937 mit Zustimmung der Gemeinde beantragt, Oelsig in „Erlenhain“ umzubenennen und so den sorbischen Namen zu tilgen. Anders als in anderen Regionen scheiterte die Umbenennung hier jedoch an der Ablehnung des zuständigen Regierungspräsidenten.

### Mühlengeschichte
Bemerkenswert für Oelsig ist seine Mühlengeschichte. Eine erste Mühle gab es hier bereits seit dem Jahre 1515. Und auch für das Ende des 18. Jahrhunderts ist eine Wassermühle bekannt, die im Jahre 1781 in einer zeitgenössischen Landkarte auftaucht und noch in den 1920er Jahren existierte. Daneben gab es im Ort noch eine Bockwindmühle. Vermutlich entstand sie gegen Ende des 19. Jahrhunderts. Während die Wassermühle letztmals im Jahre 1935 in einer Landkarte verzeichnet ist, wurde die Bockwindmühle unter dem Besitzer Arno Liepack in den 1950er Jahren noch einmal technisch erneuert und massiv untermauert.

### Administrative Zugehörigkeit
Oelsig gehörte bis 1815 zum kursächsischen Amt Schweinitz. Sachsen musste das Amt Schweinitz am 21. Mai 1815 an Preußen abtreten. Dieses wurde mit den ebenfalls vorher kursächsischen Ämtern Schlieben und Seyda mit nur geringfügigen Gebiets- und Grenzveränderungen zum neuen preußischen Kreis Schweinitz (Regierungsbezirk Merseburg, Provinz Sachsen) zusammengefasst. Ab 1939 führte der Kreis die reichseinheitliche Bezeichnung Landkreis Schweinitz. 1950 wurde er in Landkreis Herzberg umbenannt. Bereits 1952 wurde der Landkreis in die zwei neuen Kreise Herzberg und Jessen aufgeteilt, Oelsig kam zum Kreis Herzberg. Nach der Wende kam der Kreis in das wieder gegründete Land Brandenburg.
Im Zuge der Ämterbildung 1992 in Brandenburg bildete Oelsig mit 15 anderen Gemeinden das Amt Schlieben. Zum 1. November 2001 schlossen sich die Gemeinden Frankenhain, Jagsal, Oelsig, Wehrhain, Werchau und die Stadt Schlieben zur neuen Stadt Schlieben zusammen. Seither ist Oelsig ein Ortsteil der Stadt Schlieben.
| Jahr | Einwohner |  | Jahr | Einwohner |  | Jahr | Einwohner |  | Jahr | Einwohner |
| ---- | --------- |  | ---- | --------- |  | ---- | --------- |  | ---- | --------- |
| 1875 | 340       |  | 1946 | 435       |  | 1989 | 251       |  | 1995 | 237       |
| 1890 | 340       |  | 1950 | 420       |  | 1990 | 244       |  | 1996 | 236       |
| 1910 | 320       |  | 1964 | 302       |  | 1991 | 243       |  | 1997 | 240       |
| 1925 | 305       |  | 1971 | 299       |  | 1992 | 240       |  | 1998 | 249       |
| 1933 | 299       |  | 1981 | 268       |  | 1993 | 233       |  | 1999 | 246       |
| 1939 | 291       |  | 1985 | 257       |  | 1994 | 238       |  | 2000 | 250       |

## Kultur und Sehenswürdigkeiten
In der örtlichen Denkmalliste sind zwei Gebäude des Dorfes verzeichnet. Eines davon befindet sich auf dem Grundstück Oelsig 19. Das Wohnhaus, bei dem es sich um ein eingeschossiges Haus mit Drempel mit einem Satteldach handelt, wurde in der Zeit um 1860 bis 1870 erbaut. Ein weiteres Baudenkmal befindet sich auf dem Nachbargrundstück Oelsig 21. Auch hier handelt es sich um ein Wohnhaus. Dieses Gebäude wurde als Teil eine Vierseitenhofes um 1900 erbaut. Es handelt sich hier um ein eingeschossiges, traufständiges Haus mit Drempel und Satteldach.
Weiter ist im Ort ein Gefallenendenkmal für die im Ersten und Zweiten Weltkrieg gefallenen und vermissten Dorfbewohner zu finden. Das Denkmal besteht aus einer auf einem Sockel befindlichen Stele. Am sich oben verjüngendem Teil sind die Namen der Gefallenen des Ersten Weltkriegs eingelassen, unten die der des Zweiten Weltkriegs. Eine eingelassene Inschrift lautet: „Ihren im Weltkrieg 1914–18 – gefallenen Helden – gewidmet v. Kriegerverein – u. d. Gemeinde Oelsig – Ruhm und Andenken unserer Kameraden“.
Die örtliche Dorfkirche entstand erst im Jahre 1974. Sie ist etwas nördlich des Ortskerns zu finden. Allerdings ist für Oelsig bereits für die Zeit vor dem Dreißigjährigen Krieg eine Kirche nachweisbar. Im Verlauf des 18. Jahrhunderts war dann eine Fachwerkkirche entstanden, welche schließlich durch das heutige Bauwerk ersetzt wurde.
Nordöstlich des Dorfes ist eine weitere Sehenswürdigkeit zu finden. Dabei handelt es sich um das 42 Hektar umfassende Naturschutzgebiet Oelsiger Luch, einem bis zu 5 Meter tiefem Hochmoor. Im Norden von Oelsig wird privat daher auch eine Touristenstation betrieben, die neben einem gastronomischen Angebot unter anderem auch geführte Rad- und Wandertouren anbietet.